# Голчиковці
Голчиковці (словац. Holčíkovce) — село в Словаччині, Врановському окрузі Пряшівського краю. Розташоване в східній частині Словаччини в південній частині Низьких Бескидів в долині потоку Ондалик, на східному березі водосховища Велика Домаша.
Уперше згадується у 1408 році.
У селі є римо-католицький костел Марії «де Мерседе».

## Населення
| Рік:            | 1993 | 2003    | 2013    | 2023    |
| --------------- | ---- | ------- | ------- | ------- |
| Кількість осіб: | 458  | 476     | 430     | 416     |
| Різниця:        |      | +3,93 % | -9,66 % | -3,25 % |

| Рік:            | 2022 | 2023    |
| --------------- | ---- | ------- |
| Кількість осіб: | 418  | 416     |
| Різниця:        |      | -0,47 % |

У селі проживає 440 осіб.
Національний склад населення (за даними перепису 2001 року):
- словаки — 99,38 %,
- русини — 0,21 %,
- поляки — 0,21 %.

Склад населення за приналежністю до релігії станом на 2001 рік:
- римо-католики — 90,93 %,
- греко-католики — 7,22 %,
- православні — 0,41 %,
- гусити — 0,21 %,
- не вважають себе вірянами або не належать до жодної конфесії — 1,24 %.